# I. e. 1130-as évek
Évszázadok: i. e. 13. század – i. e. 12. század – i. e. 11. század
Évtizedek: i. e. 1200-as évek – i. e. 1190-es évek – i. e. 1180-as évek – i. e. 1170-es évek – i. e. 1160-as évek – i. e. 1150-es évek – i. e. 1140-es évek – i. e. 1130-as évek – i. e. 1120-as évek – i. e. 1110-es évek – i. e. 1100-as évek
Évek: i. e. 1139 – i. e. 1138 – i. e. 1137 – i. e. 1136 – i. e. 1135 – i. e. 1134 – i. e. 1133 – i. e. 1132 – i. e. 1131 – i. e. 1130

## Események
- I. e. 1139. – A maja Tikalban, a Feliratok templomában említett legrégibb év, valószínűleg az olmék történelem egyik fontos eseményére utal.
- I. e. 1137. – VII. Ramszesz fáraó megkezdi uralkodását Egyiptomban.
- I. e. 1135. – Oxüntész, Athén legendás királya, 12 évnyi uralkodás után meghal. Apheidasz követi a trónon.
- I. e. 1134. – Apheidasz, 1 évnyi uralkodás után merénylet áldozata lesz, Thümoetész követi a trónon.